# Jay McCarthy
Jay McCarthy (født 8. september 1992 i Maryborough) er en australsk tidligere professionel cykelrytter.
Han fik sin første professionelle kontrakt i 2011, da han blev tilknyttet Team Jayco-AIS som kørte løb på UCI Oceania Tour. I 2013 fik han kontrakt med det danske World Tour-mandskab Team Saxo-Tinkoff.
I 2010 blev McCarthy australsk juniormester i linjeløb, og fik sølvmedalje ved verdensmesterskaberne.

## Udvalgte resultater
2010
- Australsk juniormester i linjeløb.
- Sølv – Junior-VM

2011
- Vinder 1. etape – Thüringen-Rundfahrt

2012
- Vinder 2. etape – New Zealand Cycle Classic
- Vinder 6. etape – Tour de Bretagne